# Ахолайнен, Ирья
Ауне Ирья Ахолайнен-Саурола (урождённая Саурен) (фин. Irja Aholainen ; 27 декабря 1904, Гельсингфорс, Великое княжество Финляндское, Российская империя — 14 августа 1994, Хельсинки, Финляндия) — финская оперная певица (сопрано), педагог. Лауреат высшей государственной награды Финляндии для деятелей искусств — Pro Finlandia (1948).

## Биография
Вокалу обучалась у Л. Линко в Хельсинки; совершенствовалась в Германии, Австрии, Италии, Франции. Впервые выступила на оперной сцене в Хельсинки в 1928 г.
В 1928—1954 годах выступала в Финской национальной опере. Ведущее сопрано Финской оперы. Занималась концертной деятельностью, выступала с сольными концертами. Принимала участие в оперном спектакле вместе с Ф. Шаляпиным в Хельсинки
В 1929 году осуществила несколько записей на грампластинки, снялась в двух фильмах в 1936 и 1948 годах. С 1954 года — преподаватель музыкального училища в Г. Хямеэнлинна.
Гастролировала во многих странах, в том числе в СССР (1956).
В 1948 году была награждена медалью Pro Finlandia.
С 1936 года была замужем за радиоинженером Лаури Саурола.

## Избранные оперные партии
- Фиделио (о. п. Бетховена),
- Изольда («Тристан и Изольда» Вагнера),
- Дездемона («Отелло»),
- Леонора («Трубадур» Верди),
- Манон (о. п. Массне),
- Галька (о. п. Монюшко),
- Татьяна, Лиза («Евгений Онегин», «Пиковая дама») и др.

Создала ряд сценических образов в операх финских композиторов: Айно (о. п. Мелартина), Келмя («Куллерво» Лауниса), дочь Ефты (о, п. Райтио), Майя («Северьяни» Мадетоя) и др.